# Dorcadion spectabile
Dorcadion spectabile là một loài bọ cánh cứng trong họ Cerambycidae.